# フリクション (筆記具)

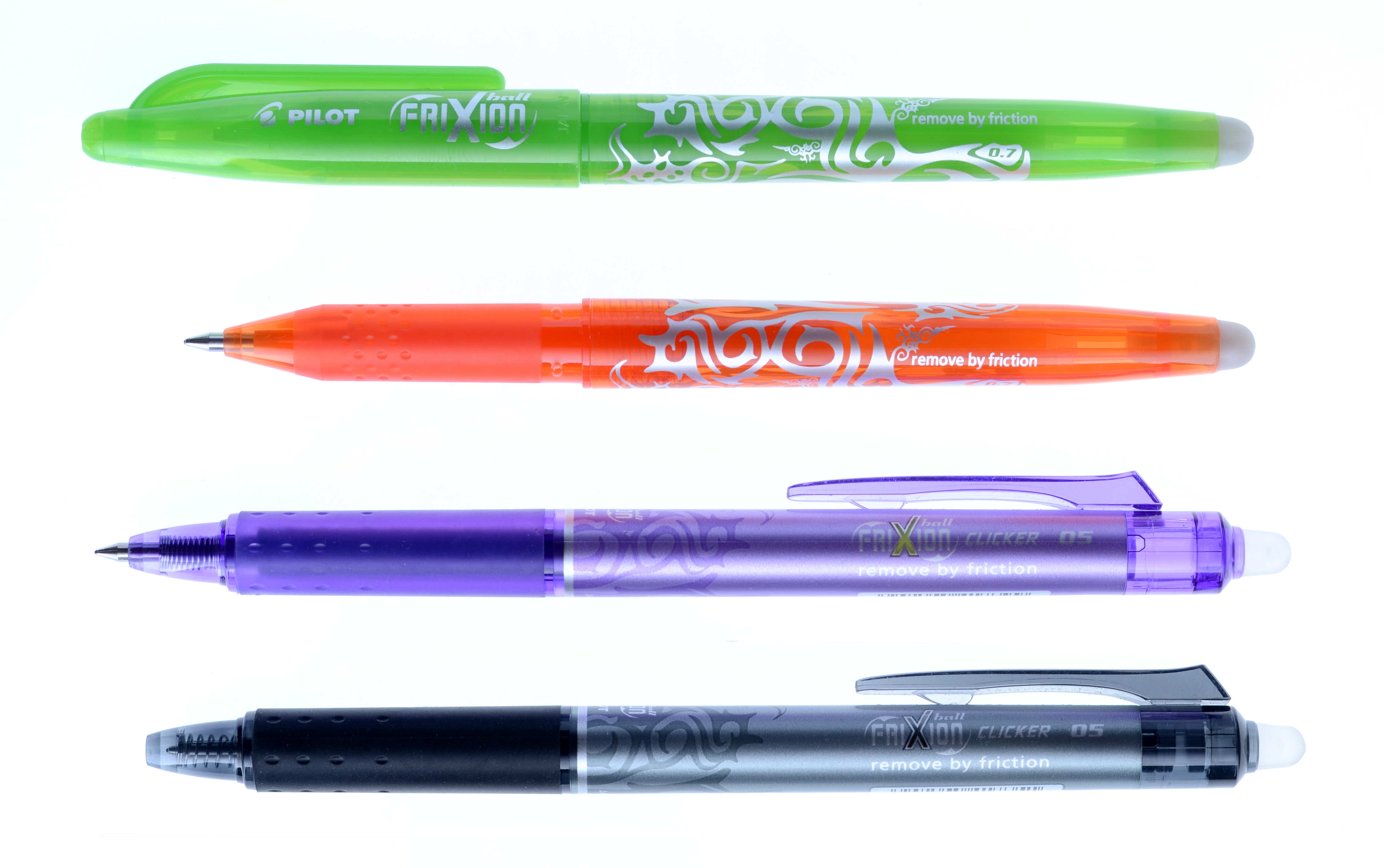
フリクションシリーズ
（日本国外で販売されている商品）

フリクション（英語: FRIXION）は、株式会社パイロットコーポレーションが販売する筆記具のシリーズ名である（「フリクション」は株式会社パイロットコーポレーションの登録商標）。ゲルインキボールペン「フリクションボール」のほか、サインペン、色鉛筆、蛍光ペンなど複数の商品を展開している。

## 概要
温度変化により色が変わるインクを使用しており、ペンの後ろについているラバーでこすることにより、摩擦熱で筆跡は無色となり消すことができる。そのため、消しカスは出ない。なお、摩擦熱による消色温度は65 °Cに設計されているため、これを上回る高温の環境では書いた内容が端から全部消え、逆に復色温度（-20 °C）を下回る環境では消した内容まで復活する。
1972年に特許を取得した、温度で色が変わるインキ「メタモインキ」が原型。玩具をはじめとして、 ロサンゼルスオリンピック（1984年）のチケット偽造防止、ボリビアの紙幣にも使用されていた。その後2002年にメタモインキを使った筆記具「イリュージョン」を発売した際に、学生のペン使用率が高く日常的にインキ消しを使う文化があるヨーロッパの支社社長から、別の色ではなく透明にできないかと提案され開発が始まった。
2006年にフランスでボールペン「FRIXION ball」を発売、同年11月に蛍光ペンである「FRIXION Light」を発売。日本国内では、2007年3月にボールペン「フリクションボール」の発売を開始した。
2014年にはシリーズ累計10億本、2017年には20億本を突破するヒット商品となっている。

## ラインナップ
※「ILMILY」など、フリクションの名を冠していない商品は割愛。
フリクションボールノック
ノック式。ペン先の太さは0.5mmと0.7mmがある。当初は黒、赤、青の3色のみで、後に7色が追加されて全10色のラインナップとなっている。消去用ラバーがある関係で、通常のノック式ではなくクリップ部分をスライドしてペン先を出す形になっている。2011年以降はデザインシリーズも展開され、フリクションシリーズの中心的な位置づけになっている（デザインシリーズは0.5mmのみ）。2018年4月には1.0mmが発売されたが、現在は生産終了している。なお1.0mmは黒、赤、青、ブルーブラックの4色のみだった。
フリクションライト
こすると消えるインキを利用した蛍光ペン。
ソフトカラー（2013年9月20日）やナチュラルカラー（2020年2月4日発売）もラインナップされている。
フリクションカラーズ
こすると消えるインキを利用した水性サインペン。24色が発売されている。
フリクションボール3
黒・赤・青の3色ボールペン。ボール0.38mm、0.5mm。メタルパーツやウッドパーツを取り入れた高級モデルもある（上位モデルは0.5mmのみ）。2018年にスリムボディが発売され、従来の下位モデルは生産終了となる。
フリクションボールスリム 038
ノック式で細身の形状が特徴。クリップレス。ボール0.38mm
フリクションスタンプ
手帳などに便利な消せるスタンプ。後ろの消去用ラバーで消す。印面デザインは30種類ある。
フリクションボール4
黒・赤・青・緑の4色ボールペン。ボール0.38、0.5mm。
フリクションボール2
黒・赤の2色ボールペン。ボール0.38mm、0.5mm。軸自体がスリムな上、グリップから先の段差も解消されたため、手帳などに差しやすくなった。
フリクションボール2 ビズ
黒・赤の2色ボールペン。回転式。ボール0.38mm。
フリクションボール3 ビズ
黒・赤・青の3色ボールペン。回転式。ボール0.5mm。「フリクションボール2 ビズ」よりも高値となっている。
フリクションボールスリム ビズ
こちらはクリップがある。ステンレス軸で、軸後部のみに色が入る。ボール0.38mm。
フリクションファインライナー
万年筆に使われる毛細管現象を応用し、軽い筆圧でも書ける。プラスチックのペン先で、最後まで一定の線幅を保つ。
フリクションポイントノック ビズ
ペン先にシナジーチップを採用した。以前に展開されていた「フリクションボールノック ビズ」の軸を流用しつつ、クリップと口金をピングゴールドメッキに仕上げた。また、マーブル調塗装になっている。ペン先は0.4mm、インク色は黒のみ、価格は3000円。
フリクションボールノックゾーン
従来品よりインキ濃度を濃くしたプレミアムフリクションインキ、ペン先のガタツキを抑制するチップホールドシステム、ノック音を低減したノイズカットノックを搭載。価格は素材の違いにより500円から3000円のものが存在。
フリクションWaai
ブラックのほか、「おしゃれにひとくせ」をコンセプトにした新色7色を展開。数量限定でマーカーも存在。
フリクションシナジーノック
シナジーチップ搭載。軸は10.6mmと、フリクションボールノックの11.1mmよりややスリム。ボディカラーはグレーに統一し、クリップの色でインク色が分かるようになっている。0.3mm、0.4mm、0.5mmのラインナップ。各ペン先ともに8色。 価格は250円。

## 生産終了品
フリクションボール
キャップ式で、フリクションシリーズ最初の商品でもある。ペン先の太さが0.5mmの「フリクションボール05」と0.7mmの「フリクションボール07」があった。
フリクションポイント04
キャップ式。ペン先の太さは0.4mm。同社のハイテックCやカヴァリエ同様の三点支持式ニードルチップ（シナジーチップとは異なる）を採用。「フリクションボール」とは軸のデザインや、ペン先の形状が異なる。本体が生産終了後も、消去用ラバーは継続販売されていた。
フリクションボールえんぴつ（カラーボールペンタイプ、旧称「フリクションいろえんぴつ」）
キャップ式。ペン先の太さは0.7mm。24色を揃えた製品である。実際は色鉛筆ではなく、消せるインキを利用したボールペンである。2013年11月より「フリクションいろえんぴつ」から製品名が変更された。
フリクションボールノック ビズ
ノック式。ペン先の太さは0.7mm。通常の「フリクションボールノック」をビジネス向けのデザインにしたもの。消去用ラバーを初めてキャップで覆った。
フリクションいろえんぴつ（2013年発売の木軸タイプ）
こすると消える色鉛筆。なお販売時、単品の場合は先端が削られていない状態で販売。下記の「フリクションカラードペンシル」とは異なり、未就学児をメインターゲット層としていた。全12色。
フリクションカラードペンシル
大人のフリクション色鉛筆というキャッチコピーが入った色鉛筆。ネイビー軸に滑り止めのヘリンボーンパターンが特徴。全24色。
フリクションポイントノック04
シナジーチップ搭載。フリクションシナジーノックの前身モデルに当たるが、こちらはクリップやペン先が金属となっていた。

## 三菱鉛筆との訴訟
三菱鉛筆は2010年にフリクションボールに類似した「ユニボール ファントム」を発売した。パイロットは特許侵害を主張し2011年に三菱鉛筆に製造・販売・輸出の差し止めを求める訴訟を起こしたが、2012年にパイロットは請求を放棄した。
さらにパイロットは摩擦熱変色性筆記具に関する特許等に基づき三菱鉛筆が再び販売した消せるボールペン「uni-ball R:E」 の販売停止を地裁に申し立てていたが2018年2月に和解した。